# Pfarrhaus (Schweitenkirchen)

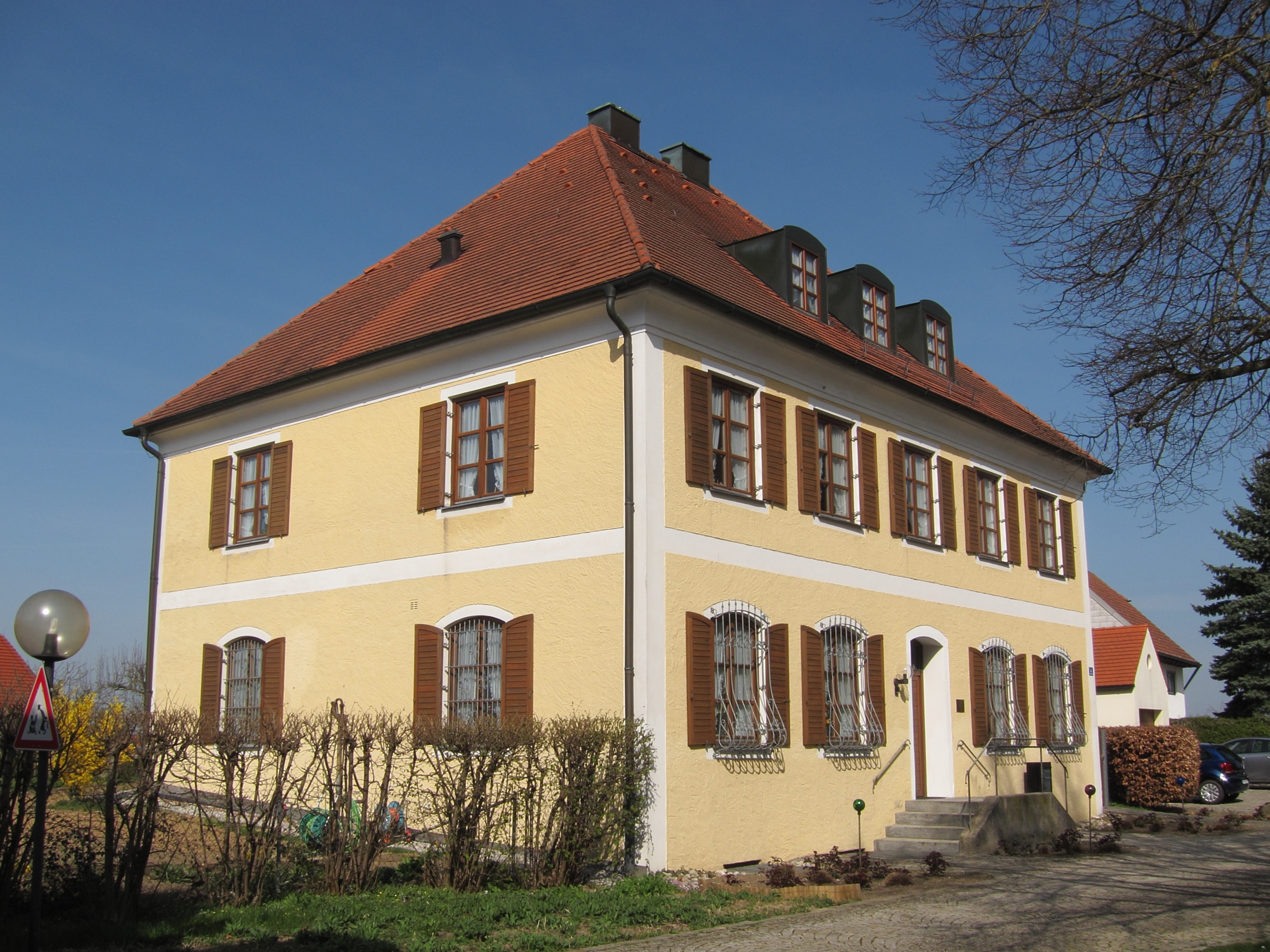
Pfarrhaus in Schweitenkirchen

Das Pfarrhaus in Schweitenkirchen, einer Gemeinde im oberbayerischen Landkreis Pfaffenhofen an der Ilm, wurde im 18. Jahrhundert errichtet. Das Pfarrhaus am Kirchenweg 4, gegenüber der katholischen Pfarrkirche St. Johannes der Täufer, gehört zu den geschützten Baudenkmälern in Bayern.
Der zweigeschossige, verputzte Walmdachbau besitzt fünf zu zwei Fensterachsen und stichbogige Erdgeschossfenster. Eine vierstufige, zweiseitige Treppe führt zum Eingang.